# 시보

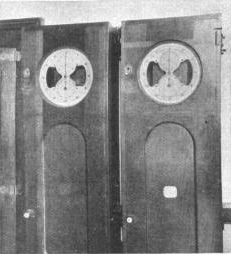
1905년

시보(時報)는 정확한 시각을 알리는 신호 또는 그 알림이다. 정확한 시간을 알리는 방법으로 고대부터 다양한 방법이 사용되었다. 전자 및 기계 등을 이용한 시계가 늘어남에 따라 현재는 1분, 1초를 정확하게 관측할 수 있게 되어 정각의 의미가 퇴색되었지만, 대한민국 내의 라디오에서는 특별한 사유가 없지 않은 이상 매시 정각마다 제공 시보를 방송하고 있다.

## 같이 보기
- 라디오
- 116
- 보시구
- 보신각 - 정오에 맞춰 조선의 수도인 한성에서 시보로서 종을 울렸다.